# Hippo Regius

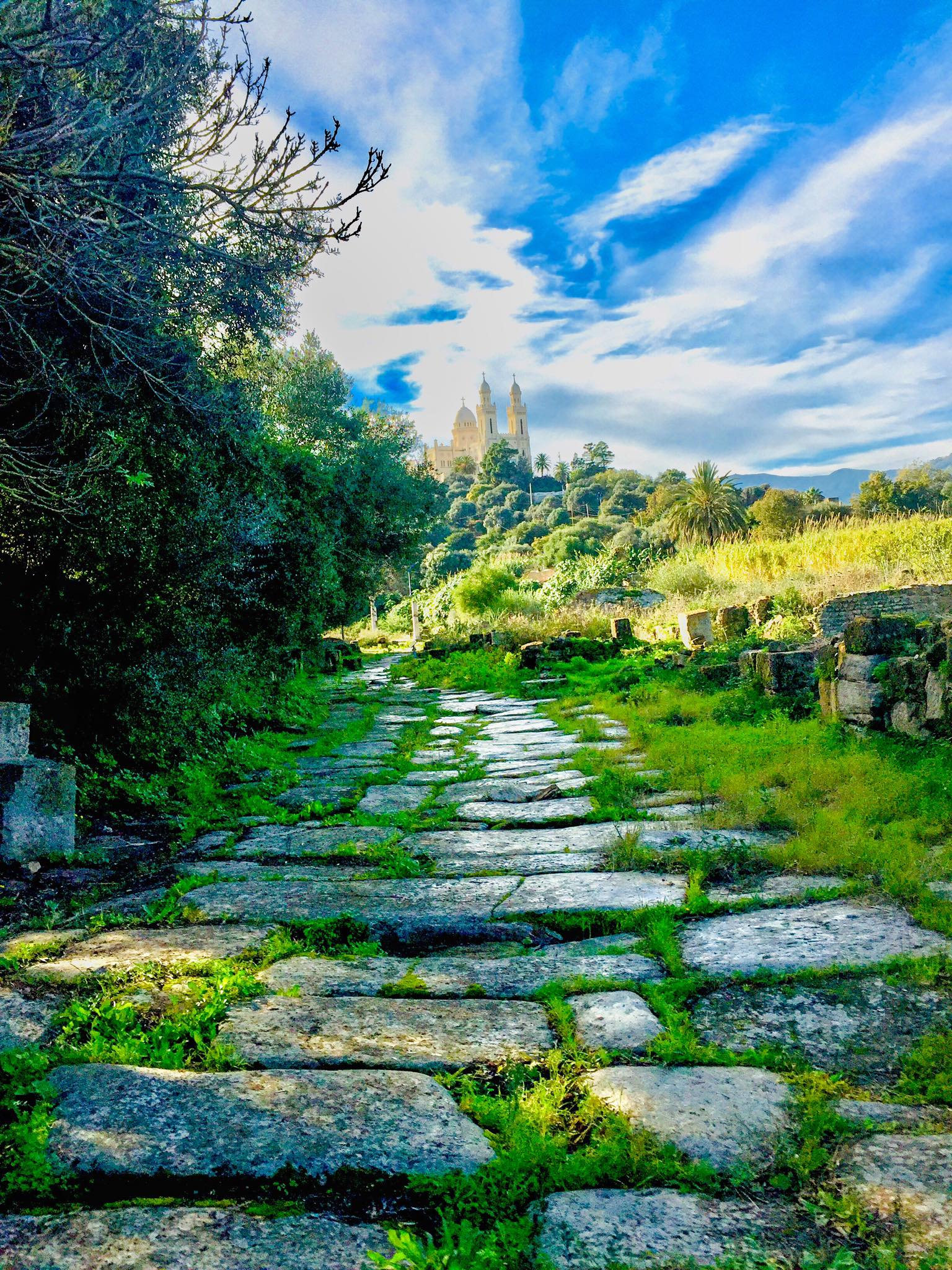
Ruiner

Hippo Regius är en forntida stad i Numidien, vid Medelhavet, ursprungligen anlagd av fenicier, sedan tillhörig Karthago. Av Julius Caesar lades Hippo Regius jämte hela Numidien under romarna, vilket blev provinsen Africa. Staden var sedan en mycket blomstrande handelsstad, stapelplatsen för Roms handel med Afrika. 
Under den kristna tiden var Hippo Regius biskopssäte, särskilt bekant genom Augustinus, som dog där 430, under det att staden belägrades av vandalerna. Sedan Hippo Regius hade intagits och förstörts av muslimerna (697), anlade invånarna omkring två kilometer nordnordöst därom nuvarande staden Annaba (Bône) i Algeriet.